# Jacques de Gaulle
Jacques de Gaulle, né le 9 février 1893 et mort le 7 février 1946, est un ingénieur des mines et officier français, frère cadet de Charles de Gaulle. Tétraplégique à la suite d'une encéphalite en 1926, il fuit la Gestapo, venue l'arrêter en 1943, grâce à l'aide de l'abbé Pierre.

## Biographie

### Famille et jeunesse (1893-1921)

#### Ascendance

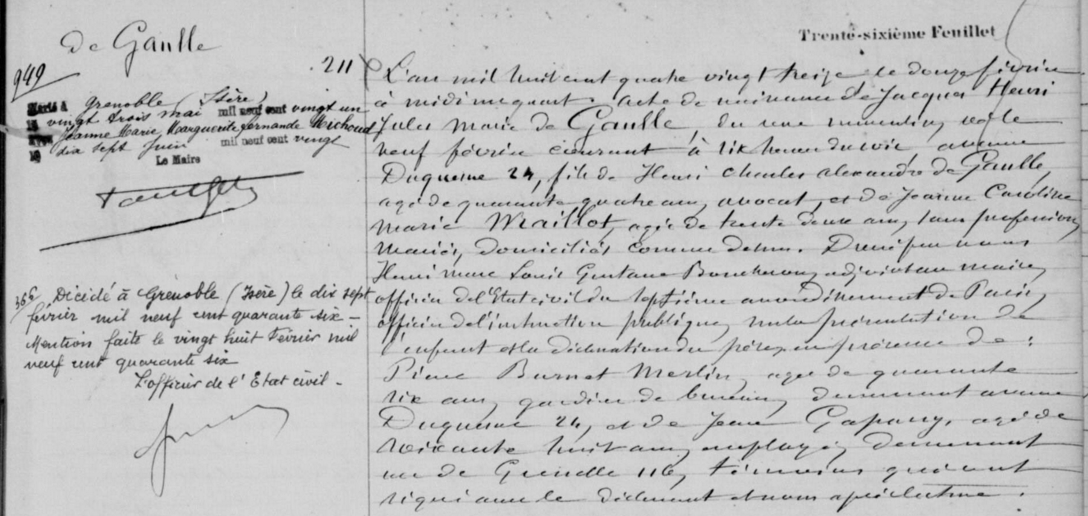
Acte de naissance de Jacques de Gaulle

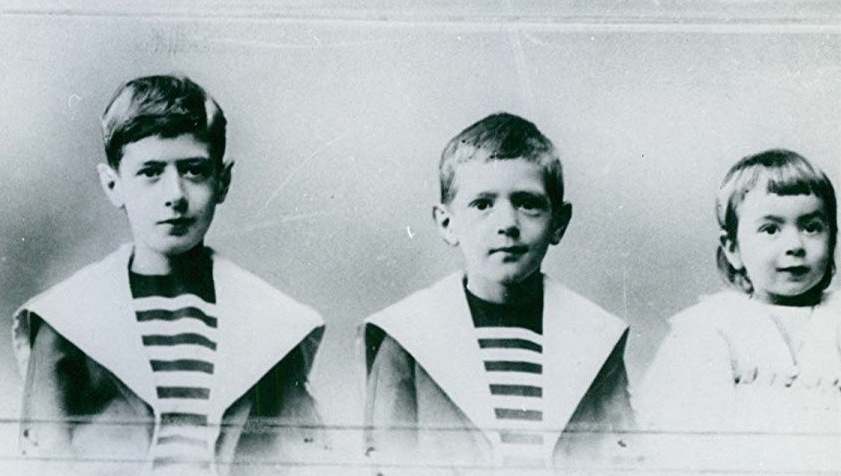
Les trois derniers de la fratrie de Gaulle (sur 5), Charles, Jacques, et Pierre, vers 1899.

Jacques Henri Jules Marie de Gaulle naît le 9 février 1893, au 24, avenue Duquesne dans le 7e arrondissement de Paris
Il est le quatrième enfant d'Henri de Gaulle (1848-1932) et de Jeanne Maillot (1860-1940). Il a quatre frères et sœur : Xavier (né en 1887), Marie-Agnès (née en 1889), Charles (né en 1890) et Pierre (né en 1897).

#### Formation
Jacques de Gaulle part étudier en Belgique chez les jésuites (expulsés de France en 1880 et en 1901) où il retrouve son frère Charles. En 1913, il intègre l'École nationale supérieure des mines de Paris déjà fréquentée par son autre frère aîné Xavier qui y est entré quatre ans plus tôt. Sa formation est cependant interrompue en 1914 par le début de la guerre.

#### Première Guerre mondiale
Promu lieutenant puis capitaine dans l'artillerie, Jacques de Gaulle est blessé durant le conflit comme l'ensemble de ses frères. Il entretient une correspondance importante avec ses proches qui compte près de 200 lettres,. Il est décoré de la croix de guerre avec citation à l'ordre du corps d'armée.

#### Mariage et enfants
Revenu à la vie civile, Jacques de Gaulle exerce sa profession d'ingénieur des Mines à Saint-Étienne et à Montceau-les-Mines aux mines de Blanzy. Le 23 mai 1921, il épouse Jeanne Michoud dont il a quatre fils, François, né l'année suivante, Bernard, Jean et Pierre. Parallèlement, il est nommé chevalier de l'ordre national de la Légion d'honneur.

### Maladie et décès (1926-1946)

#### Activité et maladie
En 1926, il est frappé par une encéphalite léthargique qui le laisse paralysé (on évoque aussi la poliomyélite). Il est contraint de cesser complètement ses activités professionnelles à partir de 1928. Devenu totalement impotent, il ne se rétablira jamais des séquelles de la maladie et restera ainsi jusqu'à la fin de sa vie. Il souffre également de la maladie de Parkinson.

#### Seconde Guerre mondiale
À la suite de la défaite de 1940 et au début de l'occupation allemande, Jacques de Gaulle se trouve menacé d'arrestation, notamment en raison du rôle tenu par son frère Charles. Vers 1942, il parvient à fuir son domicile grenoblois juste avant l'arrivée de la Gestapo. Le docteur Henri Bouchet, père des professeurs de Médecine Alain Bouchet et Yves Bouchet et époux de Marie-Suzanne Nicolet, cousine germaine de Jeanne Michoud Nicolet, épouse de Jacques de Gaulle, le cache au chalet du Pleuret au-dessus de Domène, chalet de leur beau-frère et frère Vincent Nicolet. Tous les deux jours le docteur parcourt une trentaine de kilomètres de Domène au Pleuret pour lui prodiguer des soins et lui porter des vivres. Avec la complicité des douaniers français, il franchit ensuite la frontière suisse après avoir passé une nuit chez un prêtre à Collonges-sous-Salève. Incapable de se déplacer au milieu des barbelés à cause de son invalidité, il doit être porté par l'abbé Pierre qui tente également de le dissimuler,. Jacques de Gaulle restera en Suisse jusqu'à la fin de la guerre.

#### Liens avec son frère Charles de Gaulle
Revenu à Grenoble, il y meurt le 17 février 1946 à l'âge de 53 ans. Il repose dans la sépulture de sa belle-famille Michoud au cimetière Saint-Roch de Grenoble.
Le général de Gaulle, refusant à cette époque d’apparaître en public, n'assiste pas aux obsèques, il est cependant très affecté par la mort de son frère et écrit à son fils Philippe de Gaulle : « Ton pauvre oncle Jacques de Gaulle est mort à Grenoble dimanche dernier... C'était un homme d'une volonté et d'un courage exceptionnels... ». Charles de Gaulle entretenait une relation particulière avec son cadet de deux ans qu'il a pratiquement éduqué,.

## Décoration
- Chevalier de la Légion d'honneur par décret du 27 décembre 1923, remise le 29 février 1924[18]

## Sources et références
1. 1 2 3 4  Archives de l'état civil de la ville de Paris, [lire en ligne (page consultée le 18 mai 2020)]
2. ↑  Philippe de GAULLE et Michel TAURIAC, De Gaulle, mon père, edi8, 21 août 2014, 538 p. (ISBN 978-2-259-21685-2, lire en ligne).
3. ↑  Jacques Ravillion, Deux anciens élèves de l'école des mines, nommés de Gaulle in ABC-MINES, novembre 2009, no 31.
4. ↑  Frédérique Neau-Dufour, La Première guerre de Charles de Gaulle : 1914-1918, Paris, Tallandier, 3 octobre 2013, 376 p. (ISBN 979-10-210-1036-9, lire en ligne).
5. ↑  Antoine Flandrin, « Frédérique Neau-Dufour : « 14-18 est une rupture dans la vie de Charles de Gaulle » », Le Monde.fr,‎ 24 février 2014 (ISSN 1950-6244, lire en ligne, consulté le 6 janvier 2018)
6. ↑  « Charles de Gaulle », sur le site histoiredumonde.net de « deux amis » anonymes (consulté le 28 décembre 2017).
7. ↑  Robert SCHNEIDER, De Gaulle et Mitterrand, edi8, 22 octobre 2015, 196 p. (ISBN 978-2-262-06493-8, lire en ligne).
8. ↑  Éditions Chronique et Bruno Larebière, De Gaulle, Éditions Chronique, 14 juin 2013 (ISBN 978-2-36602-002-1, lire en ligne).
9. ↑  « Jacques DE GAULLE », sur le site de la Fondation Charles-de-Gaulle (consulté le 28 décembre 2017).
10. ↑  Michel Germain, Le sang de la barbarie : chronique de la Haute-Savoie au temps de l'occupation allemande, septembre 1943-26 mars 1944, La Fontaine de Siloë, 1992, 336 p. (ISBN 978-2-908697-27-8, lire en ligne), p. 59.
11. ↑  Frédérique Neau-Dufour, Geneviève de Gaulle Anthonioz : L'autre de Gaulle, Editions du Cerf, 6 mai 2016, 259 p. (ISBN 978-2-204-11424-0, lire en ligne).
12. ↑  « Dix choses que vous ignorez peut-être sur l'abbé Pierre », France Bleu,‎ 22 janvier 2017 (lire en ligne, consulté le 15 décembre 2017).
13. ↑  Frédérique Neau-Dufour, Geneviève de Gaulle Anthonioz : L'autre de Gaulle, Paris, Editions du Cerf, 6 mai 2016, 259 p. (ISBN 978-2-204-11424-0, lire en ligne), Grand comme son frère, raidi par son mal, le paralytique n'était pas facile à cacher et à porter, se souvient l'abbé Pierre. Je réussis, après diverses péripéties, à la conduire jusque chez le curé de Collonges-sous-Salève...Je portais dans mes bras le malade à travers les barbelés un instant écartés...
14. ↑  Éditions Chronique, L'Intégrale des grandes figures de la seconde guerre — volume 2 : De Gaulle et Churchill, Éditions Chronique, 13 juin 2014, 1100 p. (ISBN 978-2-36602-505-7, lire en ligne).
15. ↑  Max Gallo, De Gaulle - Tome 3 : Le premier des Français, Éditions Robert Laffont, 12 avril 2012, 393 p. (ISBN 978-2-221-11910-5, lire en ligne)
16. ↑  Éditions Chronique et Bruno Larebière, De Gaulle, Éditions Chronique, 14 juin 2013 (ISBN 978-2-36602-002-1, lire en ligne)
17. ↑  Jean Lacouture, De Gaulle : Le rebelle, 1890-1944, Le Seuil, 1er janvier 1984, 869 p. (ISBN 978-2-02-012121-7, lire en ligne)
18. ↑  « Recherche - Base de données Léonore », sur www.leonore.archives-nationales.culture.gouv.fr (consulté le 15 avril 2025)